# Cecil Armstrong Gibbs
Cecil Armstrong Gibbs (Great Baddow, 10 agosto 1889 – Chelmsford, 12 maggio 1960) è stato un compositore inglese.

## Biografia
Gibbs nacque a Great Baddow, un villaggio rurale vicino a Chelmsford, nell'Essex. 
Il nonno materno compose un buon numero di canzoni, invece suo padre, David Cecil Gibbs, guidò un'azienda fondata dal nonno di Gibbs. La madre di Gibbs, Ida, morì quando il bambino aveva solo due anni e successivamente fu seguito ed educato dal padre e dalle zie.
L'infanzia di Gibbs fu ulteriormente condizionata dai metodi educativi del padre, che cercò di formare suo figlio facendolo dormire in soffitta, costringendolo a cavalcare e saltare un pony all'età di sei anni, e gettandolo in acque profonde per imparare a nuotare. Le conseguenze di questi metodi educativi le ebbe Gibbs nell'età adulta con la comparsa di problemi nervosi e psicologici.
Il talento musicale di Gibbs si rivelò precocemente dato che il bambino improvvisava melodie al pianoforte prima ancora prima di imparare a parlare e compose la sua prima canzone all'età di cinque anni. Mentre i membri della famiglia consigliavano di indirizzare Gibbs alla frequentazione di una scuola di musica all'estero, il padre di Gibbs insistette sul fatto che Gibbs avesse una vera educazione britannica per prepararlo a gestire l'attività aziendale di famiglia. Pertanto, Gibbs frequentò la Wick School, una scuola di formazione a Brighton a partire dal 1899. La capacità di Gibbs come studente, in particolare per il latino, gli valse una borsa di studio al Winchester College nel 1902, dove si specializzò in storia. E proprio al Winchester, Gibbs iniziò gli studi musicali  prendendo lezioni in armonia e in contrappunto con il dott. E. T. Sweeting. 
Dal 1908 al 1911 frequentò il Trinity College di Cambridge con una borsa di studio come studente di storia. Ha continuato i suoi corsi a Cambridge in musica fino al 1913 studiando composizione con Edward Dent, Cyril Rootham e con Charles Wood al Royal College of Music. Fu a Cambridge che studiò anche organo e pianoforte, distinguendosi per le sue improvvisazioni musicali.
Dal 1915 Gibbs insegnò inglese, storia e classici alla Wick School e guidò anche un coro. Nel 1918 sposò Honor Mary Mitchell e ebbe il suo primo figlio, un maschio, nell'anno seguente.
Nei primi anni '20, Gibbs vinse il premio Arthur Sullivan Prize per la composizione e l'anno successivo incominciò ad insegnare composizione e teoria musicale al Royal College of Music, dove resterà fino al 1939. 
Nel 1921, Gibbs fondò anche la Danbury Choral Society, un coro amatoriale che condusse fino a poco prima della sua morte. Nel 1923 Gibbs fu invitato nell'incarico di giudice in un festival musicale a Bath e nel giro di pochi anni diventò uno dei giudici più noti in Inghilterra. Dal 1937 al 1952 ha anche assunto il ruolo di vicepresidente della British Federation of Music Festivals.
Nel 1931, Gibbs fu insignito del Dottorato in musica a Cambridge per la composizione.
Gibbs è più conosciuto per la sua produzione di canzoni che scrisse nella sua migliore fase creativa della sua carriera tra il 1917 e il 1933;  ha anche scritto una notevole quantità di musica per i cori amatoriali che ha diretto. 
Tra le composizioni principali, annoveriamo: musiche di scena (Orestiade, Midsummer Madness); musiche per la fiaba Crossing; musica strumentale da camera, musica per pianoforte, il poema sinfonico The Vision of Night.

## Opere principali
- The White Devil, musica da palcoscenico, 1920;
- In the High Alps, suite per pianoforte, 1921;
- The Betrothal, musica teatrale con i testi di Maurice Maeterlinck, 1921;
- The Blue Peter, opera a fumetti, 1923;
- Midsummer Madness, harlequinade, 1924;
- The Sting of Love, opera comica, 1923;
- When One Is Not There, operetta, 1927;
- The Birth of Christ, cantata, 1930;
- The Highwayman, cantata per piccola orchestra, 1933;
- Fancy Dress, suite per pianoforte e orchestra, 1934;
- Deborah and Barak, cantata, 1936;
- Lakeland Pictures, preludio per pianoforte, 1940;
- Twelfth Night, opera, 1946-47;
- Dale and Fell, suite, 1953;
- Mr Cornelius, operetta, 1953;
- Threnody, per quartetto d'archi e orchestra, 1956;
- Sinfonia n. 1, in mi maggiore, 1931-32, fu rappresentata per la prima volta nel 1932;
- Sinfonia n. 2, Odysseus, sinfonia corale, 1937-38, debuttò nel 1946;
- Concertino per pianoforte e orchestra d'archi, 1942;
- Sinfonia n. 3, Westmorland , 1943-44;
- The Cherry Tree , per voce o coro.